# Елизабеттаун (Индијана)
Елизабеттаун (енгл. Elizabethtown) град је у америчкој савезној држави Индијана.

## Демографија
По попису из 2010. године број становника је 504, што је 113 (28,9%) становника више него 2000. године.
| Група             | 2000.       | 2010.       |
| Белци             | 382 (97,7%) | 451 (89,5%) |
| Афроамериканци    | 3 (0,8%)    | 5 (1,0%)    |
| Азијати           | 1 (0,3%)    | 0 (0,0%)    |
| Хиспаноамериканци | 2 (0,5%)    | 48 (9,5%)   |
| Укупно            | 391         | 504         |